# Budapest Playhouse
A Budapest Playhouse független produkciós műhely, melyet hivatalosan 2019-ben alapította Iványi Árpád rendező-látványtervező és Réti Barnabás színész-rendező. Az alkotópáros tagjai  kezdetben színházi produkciókat hoztak létre, de hamar tevékenykedni kezdtek az élő rendezvények, show műsorok, filmes produkciók területén is. A produkciós cég egyben kreatív ügynökségként és kreatív kivitelezőként is dolgozik. Szlogenjük, a “Történeteket mesélünk” arra utal, hogy produkcióikban alkotói felfogásuk szerint mindig a történet az első, minden egyéb stíluselemnek annak minél érthetőbb és erősebb átadását kell szolgálnia a néző számára. Mögöttes tartalomként az is fontos számukra, hogy az ember minden gondolatával és tettével egy történetet mesél, amely a valóságot formálja.
Iványi Árpád korábban elsősorban látványtervezőként dolgozott, de színházcsinálóként rendhagyó előadásokat hozott létre a metodista egyház keretein belül börtönökben és iskolákban.
Réti Barnabás először Szegeden készítette el Tennessee Williams Üvegfigurák c. drámáját a Negyednégy Színház nevű, pályakezdő színészekből álló társulattal, mely nagy sikerrel mutatkozott be a nagyszebeni Ars Hungarica fesztiválon. Ezt követően a fővárosban is játszották a produkciót az Aranytíz Teátrumban, majd Noir Szinház néven az RS9 Színházban készítette el ősbemutatóként Marcus Lloyd Halálbiztos (Dead Certain) c. pszichothrillerét.
Ezután a Noir Színház néven dolgoztak Iványi Árpáddal a Budapest Playhouse 2019-es megalakulásáig, melynek keretein belül Iványi Árpád rendezésében az alábbi darabokat mutatták be: Marsha Norman Jó éjt, anya! (Pásztor Erzsi főszereplésével), Ingmar Bergman: Az élet küszöbén, Camus: Caligula, John Pielmeier: Ágnes, Isten báránya (Andai Györgyivel, élete utolsó szerepében), valamint a Hókirálynő, Csipkerózsika, Hamupipőke, Aladdin c. mesék.
Iványi Árpád és Réti Barnabás először a 2009-es Tortúra c. színpadi produkcióban működtek együtt, mely Stephen King azonos című regényének első magyarországi színpadi bemutatója volt a Bakelit Multi Art Center nevű alternatív játszóhelyen. Ezt a produkciót Karinthy Márton rendező színháza, a Karinthy Színház repertoárjába is felvette, mely nagyon hamar óriási népszerűségre tett szert Balázs Andrea és Réti Barnabás főszereplésével. A darabot később a szerzői jogi ügyintézés miatt szüneteltették, majd felújították, immár Árpa Attila szereplésével.
Első színpadi produkciójuk a Budapest Playhouse alkotóműhelyben az Egy különleges nap c. Ettore Scola-film színpadi adaptációja volt a Hatszín Teátrumban, melyet a Hybridkult Produkcióval közösen hoztak létre ősbemutatóként Dobó Katával, Réti Barnabással és Egri Katival a főszerepekben.
2022-ben sikerrel robbant be új színházi produkciójuk, Neil LaBute Fat Pig c. darabjának magyar ősbemutatója Kövér disznó címmel, a Karinthy Színházban. A Tortúra után ezúttal is Balázs Andreával dolgoztak, aki a címszerepért elnyerte a Deszkavízió színházi portál különdíját “az év legjobb alakítása” kategóriában.
2020-ban felkérték őket a hagyományos Szent István-napi állami tűzijáték kreatív újratervezésére. Iványi Árpád a nagyszabású produkció művészeti rendezőjeként új formátumot talált ki az élő eseményre, mely a pirotechnikai látványosságot dramaturgiai keretbe foglalta, szöveges narrációval, zenével, drónjátékkal és fényfestéssel mesélve el Magyarország történetét. Az eseményhez a szöveges részeket Réti Barnabás alkotta meg. Így született meg az első Tűz és fények játéka show, amely nagy siker aratott. A 2022-es folytatáshoz ismét a Budapest Playhouse csapatát kérték fel, az új show kisfilmmel bővült ki és a hangjátékban az elbeszélő hangnemet párbeszéd váltotta fel. Az alkotók büszkék arra, hogy politikailag független produkciós műhelyként kapták a lehetőséget, hogy egy hatalmas felelősséggel járó kulturális örökségű látványműsort és nemzeti ünnephez kapcsolódó hagyományt újítsanak meg.
Az innovatív formátum, amit a Budapest Playhouse független produkciós műhely dolgozott ki, magasabb szintre, összművészeti kulturális eseménnyé emelte az eddig megszokott, általános tűzijátékot. A hat fejezetben elmesélt történet végigvezetett minket az ősidőktől az államalapításig – a pogány, honfoglalás kori varázslat világából a keresztény európai állam születéséig. Az epikus történetet narrációval, zenével, fényfestéssel, fényshow-val és drónjátékkal élhették át az érdeklődők. Az Iványi Árpád művészeti vezető által megálmodott koncepció a maga grandiózus eleganciájával, autentikus és mégis modern megoldásaival annyira hatásosnak bizonyult, hogy a szervezők idén a show folytatására kérték fel a művészeti csapatot.
Iványi Árpád és alkotótársa, Réti Barnabás, a Budapest Playhouse vezetői idén is együtt dolgozták ki azt a művészeti koncepciót, mely a 2021-es történetmesélő narratívát folytatta és változtatta a show-t komplex, nemzetközi színvonalú összművészeti produkcióvá.
A 2022-es koncepciót arra a gondolatra fűzték föl: mit üzen a jövőnek az államalapítás? Ezt pedig igyekeztek olyan köntösben bemutatni, amely mindenkihez szól, közös élmény a családoknak, generációknak. Ezúttal nem egy mesélőt, hanem egy párbeszédes hangjátékot hallhattak a nézők, melyet Elek Norbert zeneszerző-hangszerelő parádés zenei feldolgozásai és kompozíciói, Besnyő Dániel fényfestő művész gyönyörű fényfestés motívumai, egy a történetnek keretet adó kisfilm és a már előző évben is nagy sikert aratott drónjáték támogatott.

## A Budapest Playhouse produkciói
- 2005 Tennessee Williams: Üvegfigurák - r. Réti Barnabás (Negyednégy Színház néven - Szegedi Ifjúsági Ház, Aranytíz Teátrum Budapest, Radu Stanca Nemzeti Színház, Nagyszeben, Románia az Ars Hungarica Fesztivál keretein belül)
- 2007 Marcus Lloyd: Halálbiztos - r. Réti Barnabás (Noir Színház néven, RS9 Színház)
- 2009 Stephen King: Tortúra - r. Iványi Árpád (Dzsinn Társulat, majd Noir néven, Bakelit Multi Art Center, Karinthy Színház)
- 2010 Marsha Norman: Jó éjt, anya! - r. Iványi Árpád (Kultea)
- 2011 Ingmar Bergman: Az élet küszöbén - r. Iványi Árpád (Noir Színház - RS9 Színház)
- 2011 Albert Camus: Caligula - r. Iványi Árpád (Noir Színház, RS9 Színház)
- 2013 John Pielmeier: Ágnes, Isten báránya - r. Iványi Árpád  (Noir Szinház - Spinóza)
- 2020 Egy különleges Nap
- 2021 Tűz és Fények Játéka (Augusztus 20-i tűzijáték)
- 2022 Fat Pig
- 2022 Tűz és Fények Játéka (Augusztus 20-i tűzijáték)
- Mese-előadások Noir Színház néven 2013-2018 közt: Hókirálynő, Hamupipőke, Csipkerózsika, Aladdin - r. Iványi Árpád (Duna Palota)

## Forrás
- https://www.budapestplayhouse.com/rolunk
- https://szinhaz.online/az-eloadas-egyfajta-terapia-is-lesz-uj-produkcioval-keszul-a-budapest-playhouse/
- https://magyarnemzet.hu/kultura/2022/10/egy-kulonleges-nap-a-karinthy-szinhazban